# 毕自寅
毕自寅（1579年—17世纪），字畏甫，号旭阳。山東淄川縣淄西万家庄人。明末政治人物。
萬曆七年（1579年）生，有兄弟八人，自寅居第六。其四兄毕自严官户部尚书，八弟毕自肃为都察院右佥都御使兼抚宁。自寅幼天資過人，十三歲中秀才。萬曆四十三年（1615年）中式乙卯科山東鄉試举人。仕至南京户部广东司主事。崇祯四年（1631年），官吳橋（今河北德州市吴桥县）縣令，該年孔有德部率领三千人马驰援大凌河，驻兵山东吴桥，因風雪交加，粮饷匮乏，又遭逢縣令畢自寅主導閉門罷市，難以補充。有士兵偷取王象春家仆一鸡，该丁被“穿箭游营”。激起兵变，叛军反攻登州，盡滅王象乾家。因在吴桥任上有过失职行为而被追论罢官。崇禎五年（1632年）改調宛平縣。